# Amatl

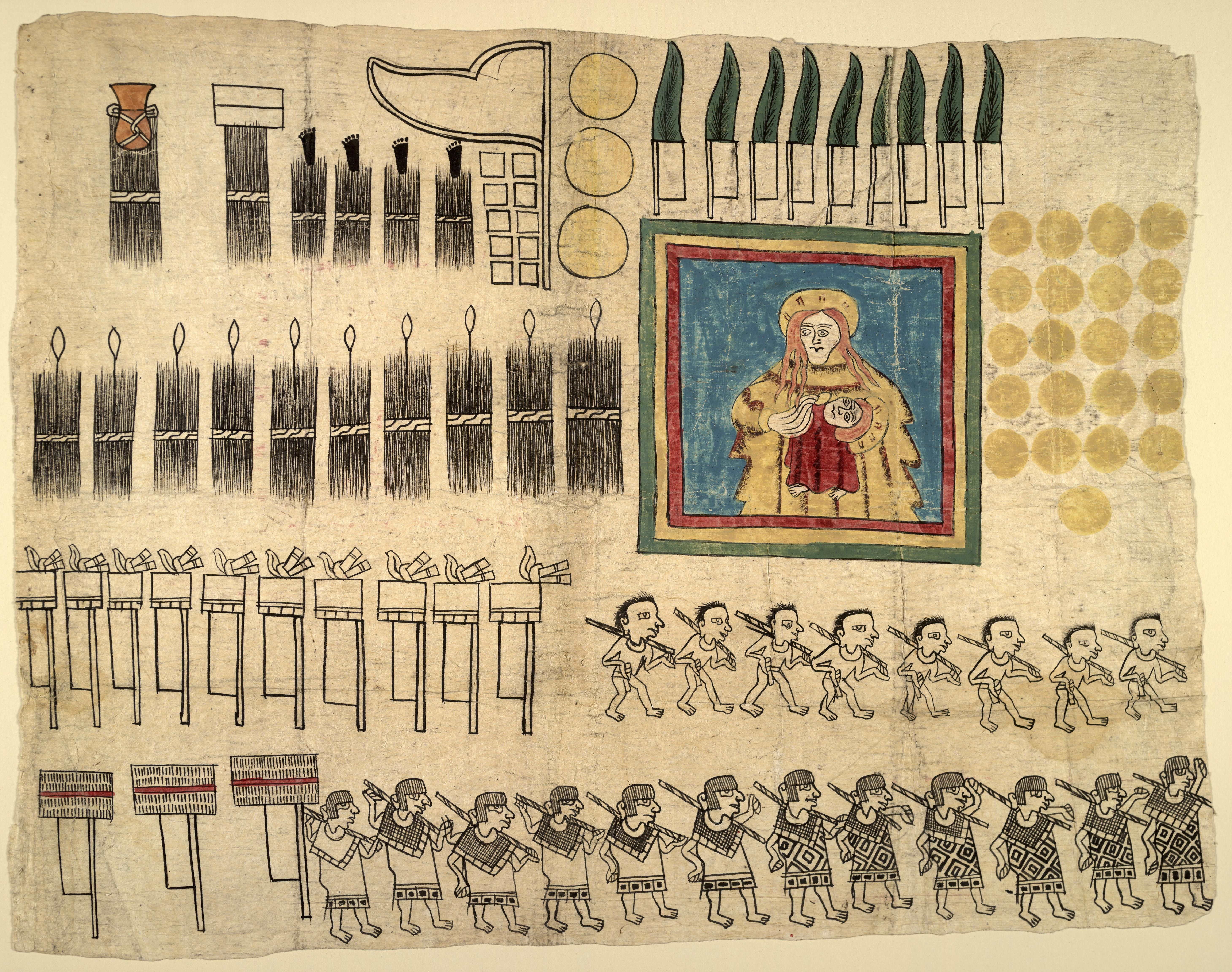
Teil des Huexotzinco-Kodex, geschrieben auf Amatl

Amatl (Spanisch: amate aus dem Nahuatl: āmatl) ist eine Art Papier, das schon zu vorspanischen Zeiten in Mexiko hergestellt wurde. Amatl-Papier wurde in großem Maßstab während des Aztekischen Dreibunds produziert und sowohl zur Kommunikation, für Aufzeichnungen und Riten verwendet; allerdings wurde seine Herstellung nach der spanischen Eroberung Mexikos überwiegend verboten und durch europäisches Papier ersetzt. Die Herstellung von Amatl-Papier starb nie vollständig aus noch die damit verbundenen Rituale. Sie blieb stark verbreitet in den zerklüfteten oftmals unzugänglichen Bergregionen der Nord-Puebla- und Nord-Veracruz-Staaten, wobei das kleine Dorf San Pablito in Puebla für die Produktion von Papier mit „magischen“ Eigenschaften durch seine Schamanen bekannt ist. Dieser rituelle Gebrauch des Papiers zog Mitte des 20. Jhs. die Aufmerksamkeit ausländischer Akademiker auf sich, was wiederum das Otomí-Volk der Region auf die kommerziellen Möglichkeiten des Papiers aufmerksam machte. Sie begannen es in Großstädten wie beispielsweise Mexiko-Stadt zu verkaufen, wo das Papier von Nahua-Malern aus Guerrero verwendet wurde, um „neues“ einheimisches Handwerk zu schaffen, welches dann seitens der mexikanischen Regierung gefördert wurde.
Dadurch sowie durch weitere Innovationen ist Amatl-Papier eines der nahezu überall verfügbaren mexikanischen einheimischen Kunsthandwerke, die sowohl national als auch international verkauft werden. Große Aufmerksamkeit erregen die Nahua-Malereien des Papiers, das ebenfalls „Amatl“ genannt wird, aber Otomi-Papierhersteller haben nicht nur wegen des Papiers die Aufmerksamkeit auf sich gezogen, sondern auch wegen der Kunsthandwerke, die damit geschaffen werden, wie beispielsweise aufwändige Zuschnitte.

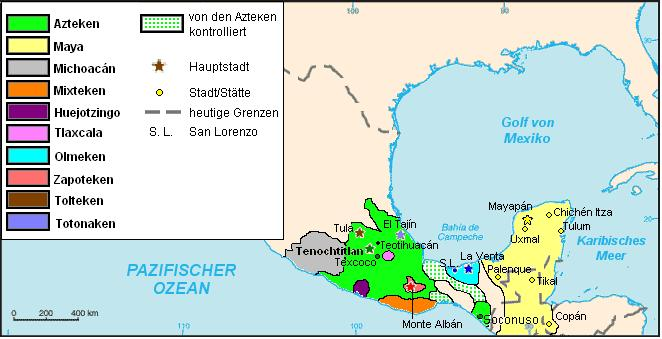
Karte der präkolumbischen Reiche aus unterschiedlichen Zeitepochen im heutigen Mexiko.

## Geschichte
Amatl-Papier hat eine lange Geschichte. Diese Geschichte gibt es nicht nur, weil die Ausgangsmaterialien weiterhin vorhanden sind, sondern auch, weil das Handwerk, die Verteilung und Verwendungszwecke den Bedürfnissen und Einschränkungen verschiedener Epochen angepasst wurden. Diese Geschichte kann grob in drei Perioden eingeteilt werden: die vorspanische Zeit, die spanische Kolonialzeit bis ins 20. Jh. und vom ausgehenden 20. Jh. bis heute, jeweils gekennzeichnet durch die Papierverwendung als Gebrauchsgegenstand.

### Vorspanische Zeit

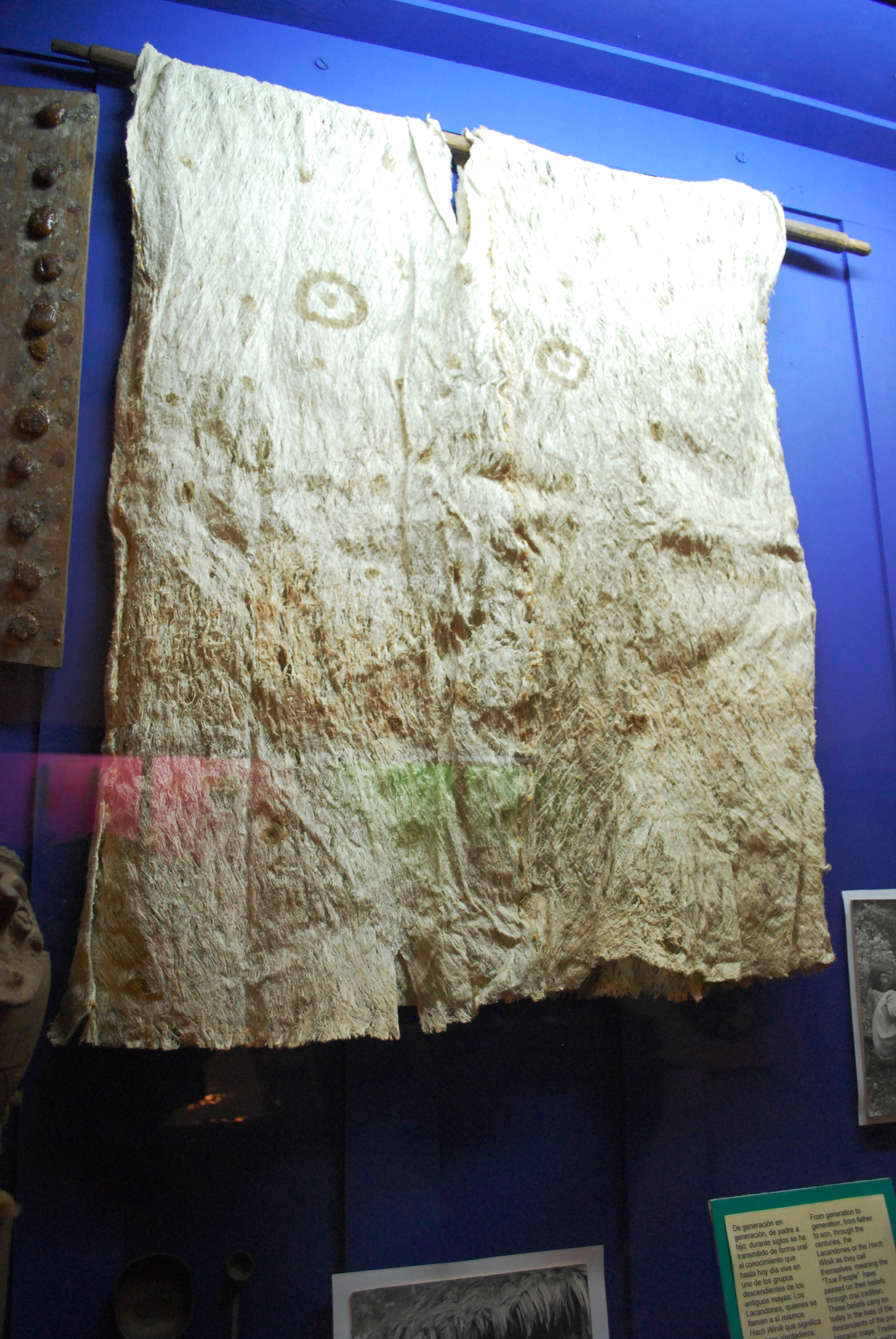
Lacandon, zeremonielle Baumrindentunika am Casa Na Bolom Museum in San Cristóbal de las Casas

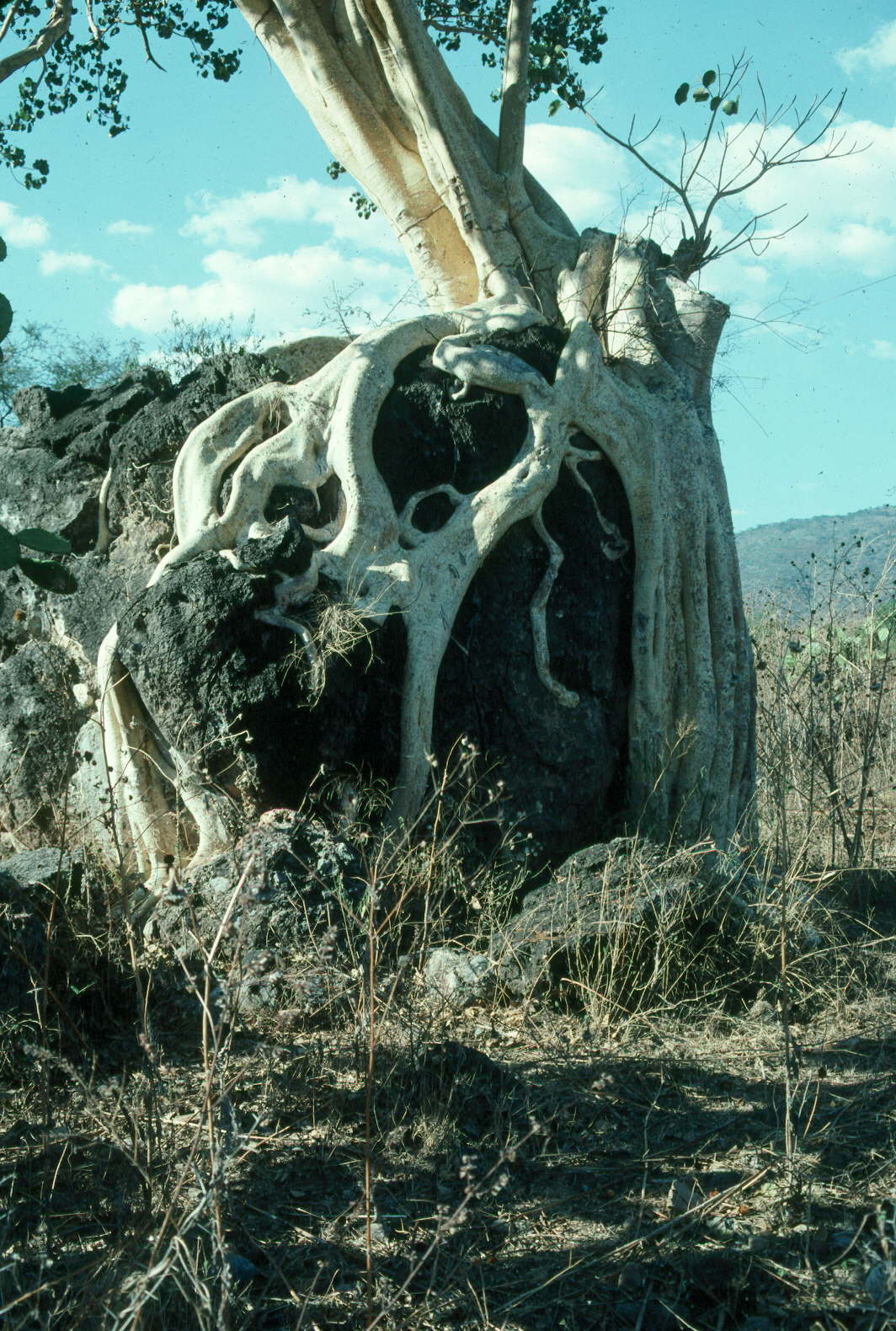
Ein Amatl-Baum (Ficus insipida) in Nord-Guerrero, Mexiko

Die Entwicklung von Papier in Mesoamerika weist Parallelen zu den Kulturen in China und dem alten Ägypten auf, wo Reisfasern bzw. Papyrus verwendet wurden. Es ist unbekannt, wo und wann in Mesoamerika die Papierherstellung begann. Einige Wissenschaftler geben ein Datum zwischen 500 und 1000 n. Chr. an, während andere sie viel früher vermuten: mindestens vor 300 n. Chr.
Ikonografien (in Stein), die aus dieser Zeit stammen, sind mit Zeichnungen versehen, die vermutlich die Papierherstellung zeigen. So illustriert beispielsweise das Monument 52 der Olmeken-Fundstätte von San Lorenzo Tenochtitlán eine Person, die mit Ohrwimpeln/-fähnchen aus gefaltetem Papier geschmückt ist.
Dennoch fehlen genauere Angaben über die Papierherstellung aus der vorspanischen Zeit. Holländer aus Stein, die aus dem 6. Jh. n. Chr. datieren, wurden aufgefunden und diese Werkzeuge werden meistens dort gefunden, wo Amatl-Bäume wachsen (Ficus cotinifolia wurde am liebsten verwendet, Ficus pertusa (Syn.:Ficus padifolia), Ficus citrifolia (Syn.:Ficus laevigata), Ficus lapathifolia, Ficus maxima (Syn.: Ficus mexicana, Ficus radula), Ficus crocata (Syn.: Ficus yucatanensis), Ficus obtusifolia (Syn.: Ficus bonplandiana, Ficus involuta) sowie Ficus glabrata (Syn.: Ficus insipidia) und Ficus petiolaris  aus der Gattung der Feigen, und Weiße Maulbeere Morus alba, Schwarze Maulbeere Morus nigra, Rote Maulbeere Morus rubra).
Die meisten Holländer sind aus Vulkangestein gefertigt, einige aber auch aus Marmor und Granit. Sie sind für gewöhnlich rechtwinklig oder kreisförmig mit Auskehlungen auf einer oder beiden Seite, um die Fasern zu mazerieren. Solche Holländer wurden stets von den Otomí-Kunsthandwerkern genutzt und waren gänzlich aus Vulkangestein mit zusätzlichen Auskehlungen auf einer Seite, um den Stein festzuhalten. Einigen spanischen Aufzeichnungen zufolge legte man die Baumrinde (Borke) über Nacht in Wasser, damit diese sich vollsaugen konnte. Anschließend wurden die feineren inneren Fasern von den gröberen äußeren Fasern getrennt und zu flachen Bögen geklopft. Aber man weiß nicht, wer die Arbeiten verrichtete oder wie die Arbeit aufgeteilt war.
Papier hatte auch einen heiligen Aspekt und wurde in Ritualen gemeinsam mit anderen Gegenständen wie z. B. Weihrauch bzw. Räuchermittel, Copal, Maguey-Dorne und Gummi verwendet. Zu zeremoniellen und religiösen Ereignissen wurde Baumrindenpapier in verschiedener Weise genutzt: als Dekorationen bei Fruchtbarkeitsritualen, Yiataztli, einer Art Tasche, und als ein Amatltéuitl, ein Abzeichen, das die Seele eines Gefangenen nach der Opferung symbolisierte. Es wurde auch verwendet, um Götzen (Idole), Priester und Opferkandidaten anzukleiden in Form von Kronen, Stolen, Federn, Perücken, Bändern und Armreifen. Papiergegenstände wie Flaggen, Skelette und sehr langes Papier (so groß wie ein Mensch) wurden als Geschenke verwendet, oft auch, indem man sie verbrannte. Ein weiterer wichtiger Papiergegenstand für Rituale war Papier, geschnitten in Form langer Flaggen oder Trapezoide und bemalt mit schwarzen Gummiflecken, um den Charakter des zu verehrenden Gottes zu kennzeichnen. Zu einer bestimmten Zeit im Jahr verwendete man sie auch, um Regen zu erbitten. Dafür wurde das Papier blau gefärbt mit Federkleid an der Speerspitze.

#### Maya

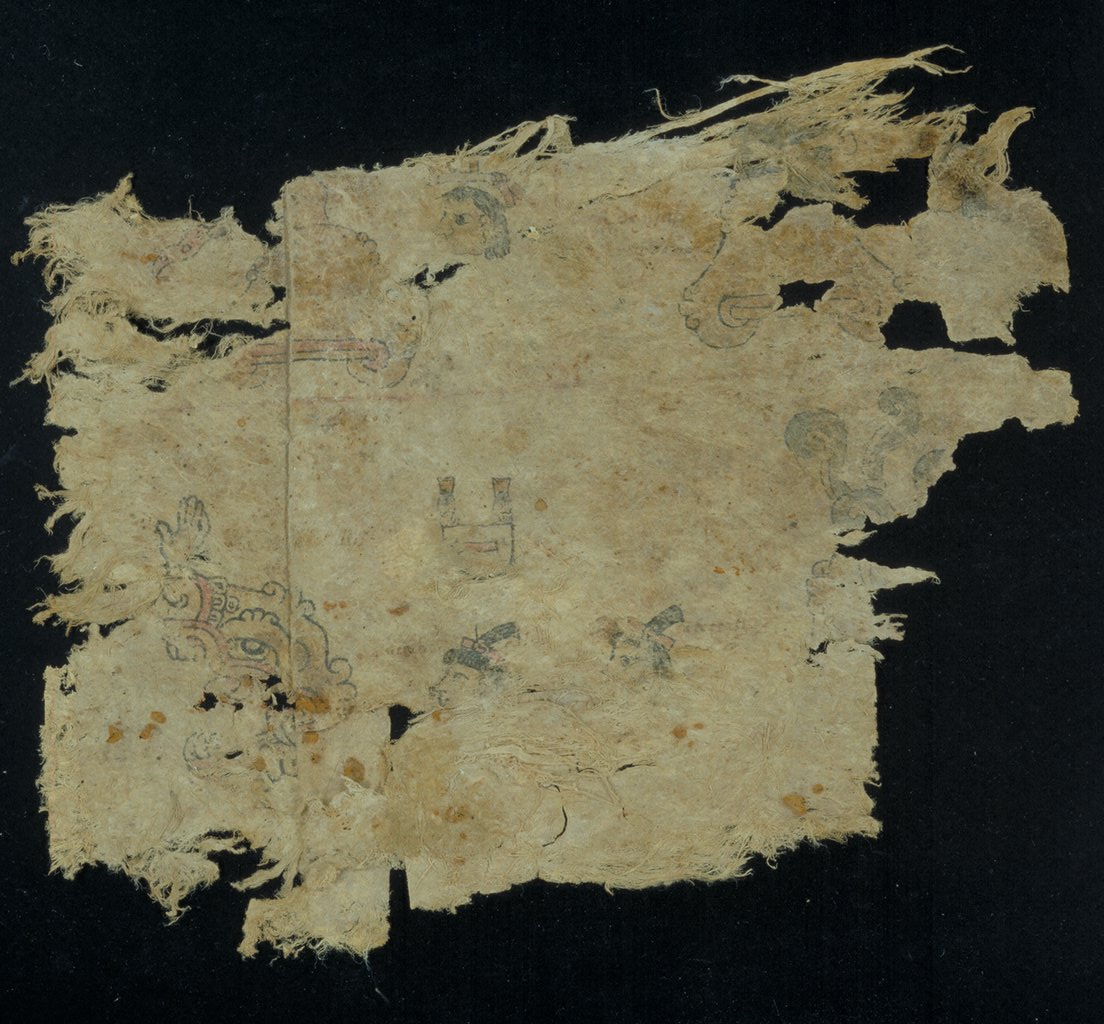
Tributrolle auf Amatl-Papier

Debatten seit den 1940ern bis zu den 1970ern haben sich auf die Zeit von 300 n. Chr. konzentriert bei der Verwendung von Baumrindenkleidung bei den Maya, die ihr Papier mit „Huun“ bezeichneten. Ethnolinguistische Studien führen zu den Namen zweier Dörfer im Maya-Gebiet, die Bezug zur Verwendung von Baumrindenpapier haben: Excachaché (Ort, wo weiße Baumrindenbünde geglättet werden) und Yokzachuún (über dem weißen Papier). Der Anthropologe Marion erwähnt, dass in Lacandones, in Chiapas, die Maya noch in den 1980ern Baumrindenkleidung herstellten und verwendeten. Aus diesen Gründen waren es wahrscheinlich die Maya, die als Erste die Kenntnis über die Herstellung von Baumrindenpapier propagierten, indem sie sie im ganzen südlichen Mexiko, in Guatemala, in Belize, in Honduras und El Salvador verbreiteten, in der Hochzeit der vorklassischen Zeit. Indes war laut dem Forscher Hans Lenz dieses Maya-Papier (Huun) mit ziemlicher Sicherheit nicht das Amatl-Papier, das im späteren Mesoamerika bekannt war. Der Unterschied besteht eigentlich nur in der Oberflächenbearbeitung, die Azteken verbesserten das Maya-Papier, indem sie erhitzte Steine zum Pressen des Papiers verwendeten und so die Poren des Rohpapiers schlossen; dies entspricht in der modernen Papierherstellung dem Satinieren.

#### Azteken
Amatl-Papier wurde extensiv während des aztekischen Reichs verwendet. Dieses Papier wurde in über 40 Dörfern in dem durch die Azteken kontrollieren Territorium hergestellt und dann als Tributleistung von den eroberten Völkern übergeben. Der Tribut belief sich auf ungefähr 480.000 Bögen jährlich. Der größte Teil der Produktion konzentrierte sich im heutigen Bundesstaat Morelos, wo Ficus-Bäume in Hülle und Fülle wegen des Klimas wachsen. Dieses Papier wurde dem königlichen Sektor zugewiesen, um als Geschenke zu besonderen Gelegenheiten oder als Belohnung für Krieger zu dienen. Es wurde auch an religiöse Eliten für rituelle Zwecke gesendet. Der verbliebene Teil wurden den königlichen Schreibern zugewiesen zur Niederschrift von Codices und sonstigen Aufzeichnungen.
Als Tributgegenstand gehörte Amatl dem königlichen Bereich an, da es nicht als Alltagsgegenstand betrachtet wurde. Dieses Papier stand in Beziehung zu Macht und Religion, der Methode, mit der die Azteken ihre Dominanz in Mittelamerika oktroyierten und rechtfertigten. Als Tributleistung stand es für eine Transaktion zwischen der herrschenden Gruppe und den beherrschten Dörfern. In der zweiten Phase war das Papier, das von den königlichen Autoritäten und Priestern zu heiligen und politischen Zwecken verwendet wurde, eine Methode, um alle anderen exklusiven Luxusgegenstände zu ermächtigen bzw. zu bevollmächtigen und oft auch zu registrieren.
Amatl-Papier wurde hergestellt als Teil einer Technologielinie zur Befriedigung des menschlichen Bedürfnisses, sich auszudrücken und zu kommunizieren. Seine Vorgänger waren Stein, Lehm und Leder zur Übermittlung von Wissen zunächst in Form von Bildern, später bei den Olmeken und Maya mittels einer Form der Hieroglyphen. Borken-Papier hatte wichtige Vorteile, da es leichter zu bekommen war als Tierhäute und leichter zu bearbeiten war als andere Fasern. Es konnte zu spezifischen Feinarbeiten und zur Dekoration gebogen, gekräuselt, geklebt und gemischt werden. Zwei weitere Vorteile beförderten den extensiven Gebrauch von Baumrindenpapier: sein geringes Gewicht und leichte Transportierbarkeit, das zu großer Zeit-, Raum- und Arbeitsersparnis führte im Vergleich mit anderen Rohstoffen. Im Aztekengebiet behielt das Amatl-Papier seine Bedeutung als Schreiboberfläche bei, insbesondere bei der Herstellung von Chroniken und Aufzeichnungen wie beispielsweise Inventaren und Buchhaltung. Codices wurden zu „Büchern“, indem man sie wie eine Ziehharmonika faltete. Von den ca. 500 Codices, die überdauert haben, datieren etwa 16 vor der Eroberung und sind aus Baumrindenpapier bzw. Borkenpapier. Diese schließen den Dresden-Codex aus Yucatán, den Fejérváry-Mayer-Codex aus der Mixteca-Region und den Borgia-Codex aus Oaxaca ein.

### Von der Kolonialzeit bis zum 20. Jh.
Als die Spanier ankamen, bemerken sie die Herstellung von Codices und Papier, das sowohl aus Maguey (Ixtli) und Palmfasern als auch aus Baumrinde und (Amoxtli) aus verschiedenen Binsengewächsen Juncus spp. gefertigt wurde. Insbesondere fand es bei Pedro Mártir de Anglería Erwähnung. Nach der spanischen Eroberung Mexikos verlor das einheimische Papier, vor allem Baumrindenpapier, an Wert als Tributgegenstand, und zwar nicht nur, weil die Spanier europäisches Papier bevorzugten, sondern auch weil es aufgrund der Verbindung zur einheimischen Religion verbannt wurde. Die Rechtfertigung für die Verbannung von Amatl war, dass es für Magie und Hexenzauber verwendet wurde. Dies war Teil der Anstrengungen der Spanier, die Einheimischen massenhaft zum Katholizismus zu bekehren, was die Massenverbrennung von Codices einbezog, welche den Großteil der Geschichte der Eingeborenen enthielten sowie kulturelle und naturwissenschaftliche Erkenntnisse.
Nur 16 der 500 Codices, die überlebt haben, wurden vor der Eroberung geschrieben. Diese nach der Eroberung verfassten Cocices wurden auf Baumrindenpapier verfasst, einige wenige auch auf europäischem Papier, Baumwollstoff oder Leder. Sie waren zum überwiegenden Teil das Werk von Missionaren, so z. B. von Bernardino de Sahagún, der sich für die Aufzeichnung der Traditionen und Wissen der Einheimischen interessierte. Zu den wichtigen Codices dieses Typs gehören u. a. der Codex Sierra, der Codex La Cruz Badiano und der Codex Florentino. Der Codex Mendocino wurde vom Vizekönig Antonio de Mendoza 1525 in Auftrag gegeben, um das Tributsystem und andere einheimische Traditionen kennenzulernen, um sie an die spanische Herrschaft anzupassen. Dieser wurde jedoch auf europäischem Papier geschrieben.
Obwohl Baumrindenpapier verboten war, verschwand es nicht vollständig. In der frühen Kolonialzeit gab es eine Knappheit an europäischem Papier, was es erforderlich machte, die einheimische Version gelegentlich zu verwenden. Während des Evangelisierungsprozesses wurde Amatl gemeinsam mit einer Paste aus Kornrohr seitens der Missionare bewilligt zur Herstellung von christlichen Bildern, überwiegend im 16. und 17. Jh. Außerdem wurde das Papier weiterhin unter den Einheimischen heimlich für rituelle Zwecke hergestellt. 1569 beobachtete der Ordensbruder Diego de Mendoza mehrere Einheimische, die Geschenke aus Papier, Copal und gewebten Matten zum See ins Innere des „Nevado de Toluca“-Vulkans als Gaben trugen. Am erfolgreichsten bei der Bemühung, die Tradition der Papierherstellung am Leben zu erhalten, waren bestimmte einheimische Gruppen, die in La Huasteca, Ixhuatlán und Chicontepec im Norden von Veracruz sowie einigen Dörfern in Hidalgo leben. Die einzigen Aufzeichnungen über Baumrindenpapierherstellung nach den frühen 1800ern beziehen sich auf diese Gebiete. Die meisten dieser Gebiete werden von den Otomí beherrscht und die Rauheit und Isolation von der zentralen spanischen Autorität erlaubten es kleinen Dörfern, kleine Mengen Papier herzustellen. Tatsächlich verhalf die Heimlichkeit dem Papier, zu überleben und so der spanischen Kultur die Stirn zu bieten und die eigene Identität zu bekräftigen.

### Spätes 20. Jh. bis zur Gegenwart

Der Kalenderstein der Azteken auf Amatl

Bis Mitte des 20. Jhs. wurde Wissen über die Herstellung von Amatl-Papier nur in einigen wenigen Städtchen in den zerklüfteten Bergen von Puebla und Veracruz wie z. B. San Pablito, einem Otomí-Dorf, und Chicontepec, einem Nahua-Dorf, am Leben erhalten. Besonders stark war dies in San Pablito in Puebla, da viele der umliegenden Dörfer glaubten, dass dieses Papier besondere Macht habe, wenn es rituell verwendet wird. Die Herstellung von Papier fiel hier ausschließlich in den Bereich der Schamanen, die das Verfahren geheim hielten und Papier hauptsächlich fertigten, um daraus Götter und andere Figuren für Rituale auszuschneiden. Diese Schamanen gerieten jedoch in Kontakt mit Anthropologen und erfuhren so vom Interesse, das Leute von außerhalb an ihrem Papier und ihrer Kultur haben. Obwohl der rituelle Papierschnitt weiterhin wichtig für das Otomi-Volk in Nord-Puebla blieb, verfiel der Gebrauch von Amatl-Papier allmählich, als das industrielle Papier oder Tissuepapier nach und nach das Amatl-Papier in Ritualen ersetzte. Ein Anreiz für die Kommerzialisierung von Amatl-Papier lag darin, dass die Schamanen sich immer stärker des Handelwertes ihres Papiers bewusst wurden: Sie begannen, Ausschnitte von Borkenrindenpapierfiguren in kleinem Umfang in Mexiko-Stadt zu verkaufen zusammen mit anderem Otomí-Kunsthandwerk.
Durch den Verkauf dieser Figuren wurde Borkenrindenpapier zu einem Gebrauchsgegenstand. Das Papier wurde erst dadurch heilig, dass ein Schamane es im Rahmen eines Rituals schneidet. Die Herstellung des Papiers und nicht-rituelles Schneiden gerieten nicht in Konflikt mit den rituellen Aspekten von Papier im Allgemeinen. Dies gestattete es dem Amatl, das zuvor nur für Rituale Verwendung fand, auch zu etwas mit einem Marktwert zu werden. Es gestattete auch, dass die Papierherstellung der Bevölkerung von San Pablito zugänglich wurde und nicht auf die Schamanen beschränkt blieb.
Jedoch wird der größte Teil des Amatl-Papiers als rückwärtige Verstärkung für Gemälde verkauft, die von Nahua-Künstlern aus dem Bundesstaat Guerrero angefertigt werden. Es gibt unterschiedliche Geschichten darüber, wie die Malerei auf Borkenrindenpapier entstanden ist, aber diese unterscheiden sich hauptsächlich dahingehend, ob die Nahua oder die Otomí auf diese Idee kamen. Man weiß, dass sowohl die Nahua als auch die Otomí in den 1960ern Kunsthandwerke auf dem Bazar del Sábado in San Ángel in Mexiko-Stadt verkauften. Die Otomí verkauften ihr Papier und sonstiges Kunsthandwerk, die Nahua ihre traditionell bemalten Töpferwaren. Die Nahua übertrugen viele ihrer Designs aus der Töpfereimalerei auf Amatl-Papier, das leichter zu transportieren und zu verkaufen ist. Die Nahua benannten ihre Gemälde nach ihrem Wort für Borkenpapier, nämlich „Amatl“. Heute wird dieses Wort auf alle Kunstwerke angewendet, die dieses Papier verwenden. Die neue Form der Malerei stieß von Anfang an auf große Nachfrage, und zunächst kauften die Nahua fast die gesamte Otomí-Papierproduktion auf. Malerei auf Borkenrinden wurde gegen Ende der 1960er die wichtigste wirtschaftliche Tätigkeit in den acht Nahua-Dörfern Ameyaltepec, Oapan, Ahuahuapan, Ahuelican, Analco, San Juan Tetelcingo, Xalitla und Maxela. Jedes Nahua-Dorf hat seine eigenen Malereistile entwickelt aus der Tradition der Keramikmalerei und dies gestattete eine Klassifizierung der Arbeiten.
Der Siegeszug des Amatl geschah zu einer Zeit, als sich die Regierungspolitik gegenüber der ländlichen einheimischen Bevölkerung und ihren Handwerken veränderte, wobei letztere gefördert wurde, insbesondere um die Tourismusindustrie zu entwickeln. FONART (Fondo Nacional Para El Fomento De Las Artesanias) wurde Teil der Konsolidierung der Bemühungen, Amatl-Papier zu verbreiten. Dazu gehörte zum überwiegenden Teil, dass man die gesamte Otomí-Produktion von Rindenpapier aufkaufte, um sicherzustellen, dass die Nahua genügend Nachschub haben würden. Obwohl diese Intervention nur zirka zwei Jahre dauerte, war dies der Knackpunkt zur Entwicklung der Verkäufe von Amatl-Kunsthandwerk auf nationalen und internationalen Märkten.
Während die Nahua noch stets die Hauptabnehmer des Amatl-Papiers der Otomí sind, haben die Otomí sich seitdem in unterschiedliche Sorten dieses Papiers verzweigt und einige eigene Produkte zum Verkauf entwickelt. Heutzutage ist Amatl eines der am weitesten verbreiteten mexikanischen Kunsthandwerke national und international. Es hat auch künstlerische und akademische Aufmerksamkeit auf beiden Ebenen auf sich gezogen. 2006 wurde ein jährliches Event, genannt „Encuentro de Arte in Papel Amatl“, im Dorf ins Leben gerufen, u. a. mit Prozessionen, Tanz der Fliegenden, Huapango-Musik. Die Hauptattraktion ist die Ausstellung der Werke verschiedener Künstler, so z. B. Francisco Toledo, José Montiel, Jorge Lozano und viele andere. Das Museo de Arte Popular und die ägyptische Botschaft in Mexiko-Stadt hielten 2008 eine Ausstellung über Amatl und Papyrus ab mit über 60 Objekten, die die beiden alten Traditionen miteinander vergleichen. Einer der bemerkenswertesten Künstler mit diesem Medium ist der Schamane Alfonso Margarito García Téllez, der sein Werk in Museen wie dem San Pedro Museo de Arte in Puebla ausstellte.